# Slévárenství

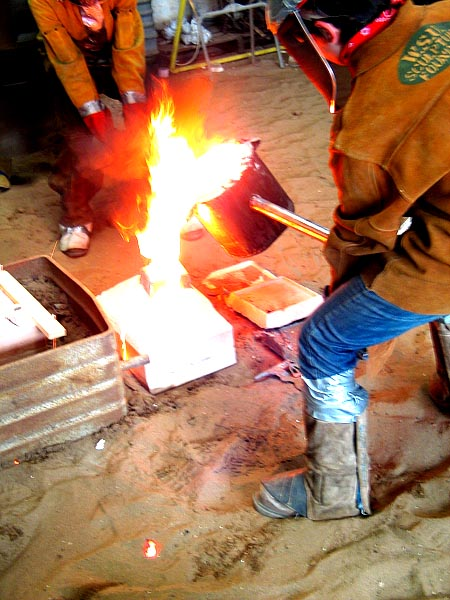
Odlévání roztaveného kovu do pískové formy

Slévárenství je výrobní odvětví, které se zabývá výrobou kovových odlitků pomocí odlévání, tedy technologií, při které se roztavený kov lije do formy, jejíž dutina má tvar odvozený od tvaru budoucího odlitku. Často se odlévají výrobky velmi složitých tvarů, které se nedají vyrobit jiným způsobem (např. obráběním nebo svařováním). Mezi typické výrobky patří zvony a výrobky z litiny. Továrna, kde se odlévají kovové výrobky, je označována jako slévárna, profese zabývající se slévárenstvím pak slévač. Potřebný kov je produktem hutnictví, vyrobený odlitek bývá, nejde-li např. o výrobu uměleckých předmětů, dále zpracován ve strojírenském závodě.

## Slévání
Kov s nejnižší teplotou tání je rtuť (- 39 °C), s nejvyšší wolfram (3430 °C), nejtíže tavitelným prvkem je uhlík s teplotou tání až (3450 °C). Teplota tání je ovlivněna vnějším tlakem i koncentrací přísadových prvků.
Výroba odlitků je poměrně náročná, a proto jedním z důležitých slévačových úkolů je zvolení nejvhodnějšího výrobního procesu, který by byl ekonomicky optimální pro dané výrobní podmínky.
Proces tavení, odlévání i samotná výroba slévárenských jader je spojena s použitím různých chemických látek, které mohou představovat riziko pro zdraví pracovníků a značné znečištění životního prostředí.

## Základní pojmy ve slévárenství
- Model – předmět, který se svým tvarem podobá odlitku. Rozměry modelu jsou o něco větší, než má odlitek.
- Modelové zařízení – slouží pro vytvoření aktivní dutiny ve formě, ve které ztuhne odlitá tavenina v odlitek.
- Jádro – součást formy. Slouží k výrobě dutiny v odlitku. Dělí se na pravé jádro a nepravé jádro.
- Formy – se vyrábějí z různých materiálů podle toho, kolik odlitků se v nich má odlít. Formy bývají většinou uzavřené, pouze ploché hrubé odlitky, např.: rošty a mříže se mohou odlévat i do otevřených forem.
- Odlitek – ztuhlá tavenina v dutině pískové, keramické nebo kovové formě. Tvar, který má odlitek po ztuhnutí odpovídá tvaru dutiny formy.
- Surový odlitek – vznikne ztuhnutím roztaveného kovu odlitého do dutiny formy.
- Hrubý odlitek – vznikne ze surového odlitku očištěním od formovacích materiálů a odstraněním vtoků, nálitků či jiných pomocných slévárenských přídavků. Hrubý odlitek je konečným výrobkem slévárny.
- Opracovaný odlitek – vznikne z hrubého nebo ohrubovaného odlitku opracováním na rozměry předepsané výkresům součástky.